# Eutrepsia phanerischyne
Eutrepsia phanerischyne là một loài bướm đêm trong họ Geometridae.